# Aston Broadcast Systems

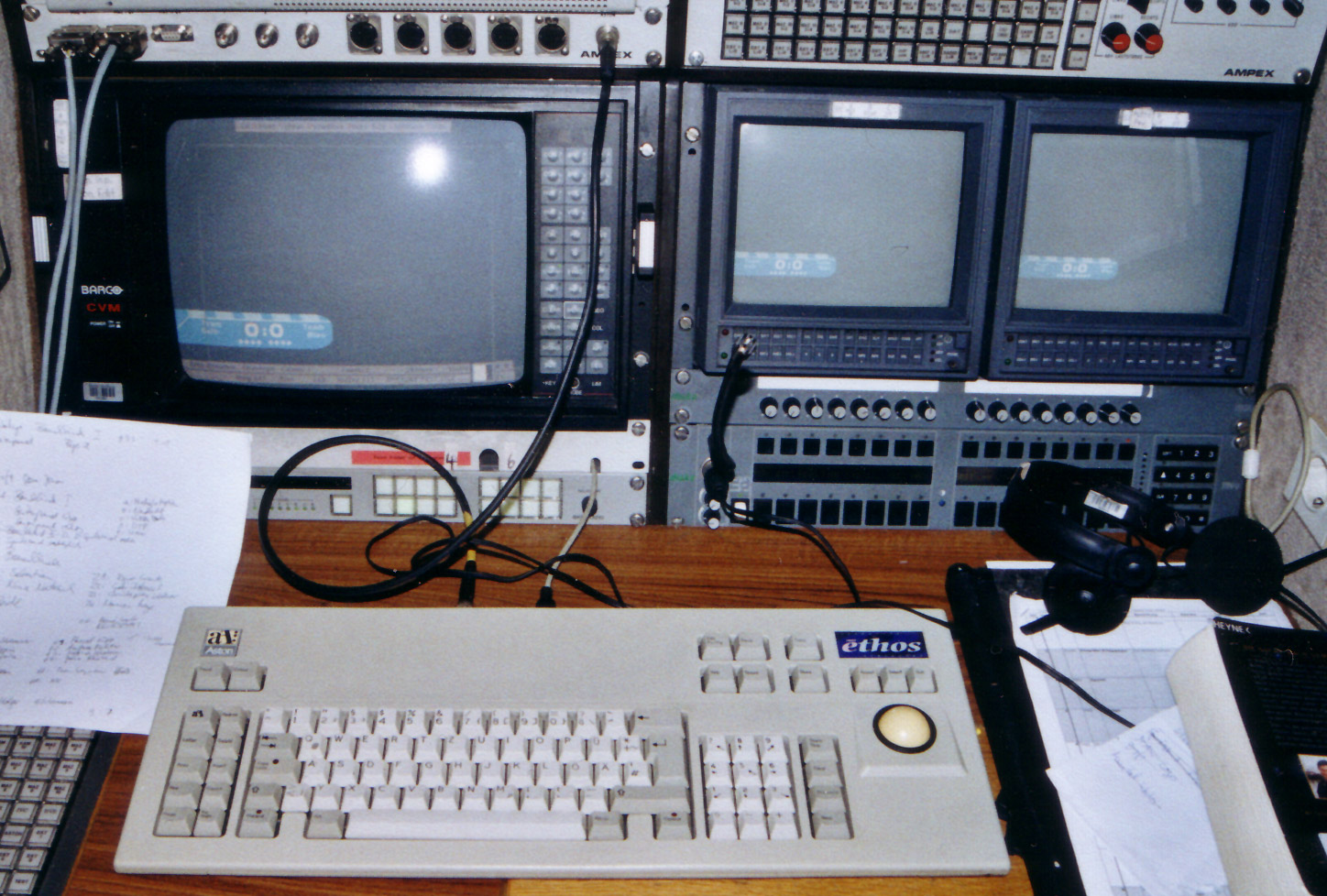
Aston Ethos Character Generator(skriftgenerator)

Aston Broadcast Systems är ett video elektronik företag i Thames Valley, England. Aston tar fram både hårdvara och mjukvara inom videoindustrin. Aston förknippas oftast med sina skriftgeneratorer (Character Generator). Aston Broadcast System har varit med i denna industri i över 30 år.

## Årtal
- 1966 - Dennis Jones ansluter sig till Aston MicroElectronics Ltd., tillverkare av Sync Pulse Generators
- 1973 - Aston's first Character Generator, the VCG1, lanseras.
- 1980 - The Aston 2 lanseras, Aston's första digitala Character Generator.
- 1982 - The Aston 3 lanseras.
- 1985 - The Aston 4 lanseras.
- 1988 - The Caption Character Generator och Wallet lanseras.
- 1991 - The Wallet 2 Still Store och the HD1250 high-definition Character Generator lanseras..
- 1992 - The Motif lanseras.
- 1993 - The Motif ESP lanseras.
- 1994 - The Ethos lanseras.
- 1995 - The Motif XL lanseras.
- 1996 - Prototyp av VIP och konceptet Still Store demonstreras på IBC.
- 1997 - Företaget får ny ägare.
- 1998 - VIP och konceptet Still Store lanseras.
- 1999 - VIP Clip i lanseras.
- 2001 - Softel förvärvar Aston.
- 2006 - The Aston 7 lanseras.